# Лелеквинская
Лелеквинская — деревня в Руднянском районе Смоленской области России. Входит в состав Смолиговского сельского поселения. Население — 10 жителей (2007 год). 
Расположена в западной части области в 30 км к юго-востоку от Рудни, в 4 км севернее автодороги А141 Орёл — Витебск, на берегу реки Лелеква. В 0,1 км севернее деревни расположена железнодорожная станция Лелеквинская на линии Смоленск — Витебск. 

## История
В годы Великой Отечественной войны деревня была оккупирована гитлеровскими войсками в июле 1941 года, освобождена в октябре 1943 года.